# Miroslav Martinjak
Miroslav Martinjak (Gornja Voća, 4. kolovoza 1951.), hrvatski orguljaš, liturgičar, muzikolog, sveučilišni profesor i regens chori zagrebačke katedrale. Glavni je urednik časopisa Sveta Cecilija i član Društva »Tkalčić« za povjesnicu zagrebačke nadbiskupije te predsjednik Hrvatskog društva crkvenih glazbenika.

## Životopis
Diplomirao na KBF-u u Zagrebu i Institutu za crkvenu glazbu »Albe Vidaković«. Zaređen 1976. te obnašao dužnost kapelana u Samoboru. Nakon dvije godine pastorala odlazi na sedmogodišnji studij crkvene glazbe u Rim i stječe magisterij iz Gregorijanskog pjevanja, licencijat iz sakralne glazbe (musicae sacrae), diplomu četverogodišnjeg studija orgulja (organo liturgico), te bakaleurat iz sakralnog skladateljstva (composizione sacra).
Od 1992. član Biskupske komisije Hrvatske biskupske konferencije za liturgiju, a od 1995. Europskoga društva crkvenih glazbenika (Conferénce Européenne des Associations de Musique d’Église). Od 1996. do 2012. predstojnik Instituta za crkvenu »Albe Vidaković«. 2013. promaknut je u redovitog profesora trajnog zvanja.
Autor knjige Gregorijansko pjevanje: Baština i vrelo rimske liturgije.
Prigodom 70. obljetnice života KBF u Zagrebu i Kršćanska sadašnjost izdali su zbornik radova posvećenih njegovu životu i glazbenomu stvaralaštvu Canite et psallite.

## Značajnije skladbe
- Hrvatska misa za troglasni zbor i orgulje, 1989.
- Misa za troglasni mješoviti zbor, 1989.
- Misa brevis, 2005.
- Misa novorođenom kralju, 2005.

## Vanjske poveznice
- Popis skladbi dostupnih u PDF zapisu na stranicama Varaždinske biskupije
- Popis skladbi  Arhivirana inačica izvorne stranice od 10. kolovoza 2020. (Wayback Machine) dostupnih u PDF zapisu